# Amauri de Valenciennes
Amauri de Valenciennes fou comte i marquès de Valenciennes.
Hauria estat nomenat comte vers el 939 i el seu territori hauria estat ampliat i convertit en marca vers 964. És esmentat per primer cop com a comte "ex pago Heinou" (si hagués estat comte d'Hainaut segurament s'hauria dit comitem Hainonensis, de manera que ex pago Heinou s'hauria d'interpretar com a comte a terres que foren d'Hainaut) quan el seu matrimoni amb una filla d'Isaac comte de Cambrai fou dissolt per Fulbert bisbe de Cambrai per raons de consanguinitat, en un document datat entre 953 i 956 perquè parla de la invasió hongaresa del 953 i Fulbert va morir el 956. Torna a aparèixer en una donació de l'emperador Otó I al monestir de Crespin a petició d'Aimeric el 12 de febrer del 973.
El 973 Renyer IV, fill de Renyer III, va derrotar i matar Renald comte d'Hainaut a Mons, i al seu germà Warner comte d'Hesbaye i Zulpich i es va apoderar d'Hainaut i va expulsar a Amauri de Valenciennes (la sort d'Amauri és desconeguda).